# Tonga (folk)
 For alternative betydninger, se Tonga (flertydig). (Se også artikler, som begynder med Tonga)
Begrebet Tonga eller batonga bliver brugt om flere etniske grupper som lever i det nordlige Malawi, sydlige Zambia, nordvestlige Zimbabwe omkring Binga, vestlige Mocambique og sydlige Tanzania.
| Folkeslag | Spire Denne artikel om folkeslag eller etnografi er en spire som bør udbygges. Du er velkommen til at hjælpe Wikipedia ved at udvide den. |